# Phycomorpha prasinochroa
Espèce
Phycomorpha prasinochroa est une espèce de lépidoptères de la famille des Copromorphidae. On la trouve en Australie, où elle est signalée en Nouvelle-Galles du Sud et au Queensland.
Les ailes antérieures sont vertes avec des taches brunes. Les ailes postérieures sont d'un gris brillant.
Les chenilles se nourrissent des bourgeons et des jeunes pousses de diverses espèces de Ficus, dont Ficus fraseri (en), Ficus coronata (en) et Ficus carica.